# Marzanoptera tersillae
Marzanoptera tersillae — вид викопних ссавців із родини смугачевих (Balaenopteridae), викопні рештки знайдено з пліоценового шару в П'ємонті, на північному заході Італії.

## Опис
Філогенетичний аналіз підтвердив родинну належність.

## Поширення
Викопні рештки знайдено з пліоценового шару в П'ємонті, на північному заході Італії.

## Етимологія
Назва роду складається з Marzano-, скороченого від Сан-Марцанотто, місця відкриття скелета голотипу, та дав.-гр. πτερά, крило, що стосується широких і довгих передпліч кита. італ. Tersilla Argenta — відкривач викопного скелета.